# 6. juni
6. juni er dag 157 i året i den gregorianske kalender (dag 158 i skudår). Der er 208 dage tilbage af året.
- Dagens navn er Norbertus.
- Dagen er en af de uheldige i Tycho Brahes kalender.
- Dagen er Sveriges nationaldag, også kaldet "svenska flaggans dag".

## Begivenheder
- 1523 – Gustav Vasa udråbes til svensk konge, og Kalmarunionen ophører hermed med at eksistere.
- 1654 – Dronning Kristina af Sverige nedlægger kronen og slår sig ned i Rom efter at være konverteret til katolicismen. Hun havde overtaget kronen på sin 18 års fødselsdag efter sin fader Gustav 2. Adolfs død.
- 1644 – Qing-tropper erobrer Beijing og får kontrol med Kina. Dette markerer starten på Qing-dynastiet.
- 1676 – Den dødsdømte Griffenfeld benådes på skafottet.
- 1683 – Det første museum i England – og i verden – The Ashmolean Museum of Art and Archaeology, åbnes i Oxford.
- 1806 – Ved en kongelig resolution påbydes opførelse af amtslige sygehuse.
- 1850 – Levi Strauss laver sit første par cowboybukser.
- 1919 – Danmark slår Sverige 3-0 i fodboldlandskamp.
- 1933 – Verdens første Drive-in biograf har premiere i Camden, New Jersey.
- 1944 – D-dag, invasionen af Normandiet af de allierede tropper, begynder.
- 1945 – Russiske tropper finder hvad de formoder er resterne af Adolf Hitlers lig.
- 1954 – Paven åbner Eurovision, som er et TV-netværk omfattende 8 nationer.
- 1958 – Forsøgsanlæg Risø, på østsiden af Roskilde Fjord, indvies efter flere års anlægsarbejder.
- 1966 – Det amerikanske rumfartøj Gemini 9 gennemfører 45 ture omkring jorden.
- 1967 – Egypten lukker Suez-kanalen, da Israel besætter Gaza under Seksdageskrigen.
- 1977 – Det afsløres, at Forsvarets Efterretningstjeneste ulovligt har oprettet et register over 60.000 venstreorienterede.
- 1980 - Dansk Elbil Komite oprettes.
- 1982 – Israel invaderer Libanon i jagten på palæstinensiske guerillatropper.
- 1984 – Besættelsen af "Det Gyldne Tempel" i Amritsar, Punjab i Indien afsluttes, 250 sikher og 47 soldater omkom.
- 1989 – Danmarks første pavebesøg er en realitet, da Pave Johannes Paul 2. lander på Flyvestation Værløse.
- 2006 – Her forekom datoen 06/06/06 for første gang, siden Anton LaVey grundlagde Church of Satan i San Francisco i USA i 1966. Tallet 666 bliver ofte hentydet til som djævlens nummer, men den præcise betydning er dyrets tal. Filmen The Omen: 666 havde også premiere denne dato.
- 2012 - Planeten Venus passerer over Solskiven i en sjælden Venuspassage. Næste passage indtræder i 2117.

## Født
- 1799 - Aleksandr Sergejevitj Pusjkin, russisk forfatter (død 1837).
- 1868 - Robert Falcon Scott, engelsk arktisk opdagelsesrejsende (død 1912).
- 1869 - Siegfried Wagner, tysk komponist (død 1930).
- 1875 - Thomas Mann, tysk forfatter og modtager af Nobelprisen i litteratur (død 1955).
- 1885 - Gid Tanner, amerikansk spillemand (død 1960)
- 1889 - Ellen Rovsing, dansk skuespillerinde (død 1960).
- 1891 - Jørgen Saxild, dansk ingeniør og medstifter (død 1975).
- 1896 - Henry Allingham, engelsk veteran (død 2009).
- 1917 - Jørgen Bøgh, dansk domprovst og EU-politiker (død 1997).
- 1918 - Edwin G. Krebs, amerikansk biokemiker (død 2009).
- 1919 - Peter Carington, britisk konservativ politiker (død 2018).
- 1922 - E.V. Parsner, dansk redaktør og roer.
- 1931 - Jesper Jensen, dansk forfatter (død 2009).
- 1934 - Albert 2., belgisk konge.
- 1937 - Ole Roos, dansk filminstruktør, manuskriptforfatter og klipper (død 2018).
- 1939 - Leif Bjørnø, dansk jazzmusiker.
- 1941 - Nils Weitemeyer, dansk jazzmusiker.
- 1945 - Dianna Vangsaa, dansk skuespiller.
- 1947 - Bent Jensen, dansk fodboldspiller.
- 1950 - Jan Cocotte-Pedersen, dansk kok (død 2024).
- 1956 - Bjørn Borg, svensk tennisspiller.
- 1957 - Gitte Rabøl, dansk journalist og chef på DR2.
- 1960 - Steve Vai, amerikansk guitarist, sangskriver og producer.
- 1965 - Ulrikka S. Gernes, dansk digter.
- 1969 - Christina Åstrand, dansk koncertmester.
- 1971 - Mia Lyhne, dansk autodidakt skuespillerinde.
- 1976 - Kira Skov, dansk musiker i Kira & The Kindred Spirits.
- 1978 - Louise Wolff, dansk journalist og studievært på Aftenshowet på DR1.
- 1983 - Michael Krohn-Dehli, dansk fodboldspiller.

## Dødsfald
- 1832 - Jeremy Bentham, engelsk filosof (født 1748).
- 1911 - Christen Hørdum, dansk politiker (født 1846).
- 1916 - Yuan Shi-kai, kinesisk politiker (født 1859).
- 1920 - Henrik Scharling, dansk forfatter, teolog og professor (født 1836).
- 1946 - Gerhart Hauptmann, tysk dramatiker og modtager af Nobelprisen i litteratur (født 1862).
- 1948 - Louis Lumière, fransk filmpioner (født 1864).
- 1952 - Einar Packness, dansk arkitekt (født 1879).
- 1958 - Tao Michaëlis, italiensk/dansk forfatter (født 1920).
- 1961 - Anker Engelund, dansk ingeniør, professor og rektor (født 1889).
- 1961   - Carl Gustav Jung, schweizisk psykiater (født 1875).
- 1962 - Yves Klein, fransk kunstner (født 1928).
- 1968 - Robert F. Kennedy, amerikansk senator (født 1925) - myrdet.
- 1970 - Kjeld Jacobsen, dansk skuespiller (født 1915).
- 1976 - J. Paul Getty, amerikansk oliemilliardær (født 1892).
- 1984 - Inge Fischer Møller, dansk politiker og socialrådgiver (født 1939).
- 1990 - Steen Eiler Rasmussen, dansk arkitekt (født 1898).
- 1991 - Stan Getz, amerikansk musiker (født 1927).
- 1992 - Thomas Nielsen, dansk fagforeningsleder (født 1917).
- 1998 - Svend S. Schultz, dansk komponist (født 1913).
- 1999 - Bent From, dansk manuskript- og (revy)tekstforfatter (født 1929).
- 1999   – Anne Haddy, Australsk skuespiller (født 1930).
- 2005 - Anne Bancroft, amerikansk skuespiller (født 1931).
- 2006 - Arnold Newman, amerikansk fotograf (født 1918).
- 2006   - Billy Preston, amerikansk musiker (født 1946).
- 2016 - Viktor Kortjnoj, schweitsisk skakstormester (født 1931).

|  | Denne datoartikel kan blive bedre, hvis der indsættes et (bedre) billede Du kan hjælpe ved at afsøge Wikimedia Commons for et passende billede eller uploade et godt billede til Wikimedia Commons iht. de tilladte licenser og indsætte det i artiklen. |